# Masi Torello
Masi Torello is een gemeente in de Italiaanse provincie Ferrara (regio Emilia-Romagna) en telt 2355 inwoners (31-12-2004). De oppervlakte bedraagt 22,9 km², de bevolkingsdichtheid is 106 inwoners per km².
De volgende frazioni maken deel uit van de gemeente: Masi San Giacomo.

## Demografie
Masi Torello telt ongeveer 987 huishoudens. Het aantal inwoners daalde in de periode 1991-2001 met 4,0% volgens cijfers uit de tienjaarlijkse volkstellingen van ISTAT.
| Jaar | Inwoneraantal |
| ---- | ------------- |
| 1991 | 2430          |
| 2001 | 2334          |

## Geografie
De gemeente ligt op ongeveer 3 meter boven zeeniveau.
Masi Torello grenst aan de volgende gemeenten: Ferrara, Ostellato, Portomaggiore, Voghiera.